# Kawasakijev sindrom
Kawasakijev sindrom ali Kawasakijeva bolezen je akutno, domnevno avtoimunsko, nekrotizirajoče vnetje srednje velikih žil, ki prizadene številne organe. Pojavlja se v zgodnjem otroštvu in se kaže z vročino, konjunktivitisom, močno pordelo sluznico ustne votline in žrela, malinastim jezikom, izpuščajem, cervikalno limfadenopatijo, artritisom in raznimi zapleti. Najhujši zaplet je vaskulitis venčnih arterij.
Bolezen je poimenovana po japonskem pediatru Tomisakuju Kawasakiju, ki je leta 1961 opisal primer štiriletnega otroka z neznano boleznijo z izpuščajem in vročino, kasneje pa je opisal še 50 podobnih primerov.

## Vzrok
Vzrok bolezni ni znan, epidemiološki in klinični dejavniki pa nakazujejo, da je najverjetnejši vzrok okužba. Bolezen namreč prizadene majhne otroke, spremljajo pa jo vročina, srbečica, eritem in vratna limfadenopatija. Odsotnost bolezni pri dojenčkih, starih manj kot 3 mesece, pripisujemo materinim protitelesom, odsotnost bolezni pri odraslih pa večji imunosti. Verjetno okužba z mikroorganizmi pri dovzetni osebi povzroči prekomerno aktiviranje imunskega sistema; pri tem se prekomerno aktivirani imunski sistem usmeri proti lastnim antigenom v mediji srednje velikih žil.

## Faze bolezni
Bolezen se deli na tri faze:
- akutna faza: traja 1 do 2 tedna, prevladujejo vročina, miokarditis, redko je lahko viden sindrom aktivacije makrofagov,
- subakutna faza: nastopi, ko vročina in akutni simptomi izginejo, pojavijo se razdraženost, neješčnost, konjuktivalna injekcija. Za to fazo sta značilna trombocitoza in razvoj anevrizem srčnih žil,
- faza okrevanja: nastopi, ko izginejo vsi klinični znaki bolezni in traja, dokler se sedimentacija eritrocitov ne zmanjša in se vrednost beljakovine CRP ne vrne na normalne vrednosti.

## Znaki in simptomi
Za Kawasakijevo bolezen je značilna visoka vročina (40 °C ali več), ki je remitentna (niha med jutranjo in večerno telesno temperaturo) in neodzivna na zdravljenje z antibiotiki. Prav tako se vročina ne odziva najbolje na običajno protivročinsko zdravljenje, na primer s paracetamolom ali ibuprofenom.
Običajno traja 1 do 2 tedna, lahko pa tudi do 4 tedne. Vročino spremljajo še naslednji bolezenski znaki:
- obojestransko negnojno vnetje očesnih veznic,
- spremembe v ustni votlini (razpokane in rdeče ustnice, malinast jezik, rdečina ustne sluznice),
- povečana bezgavka na vratu,
- izpuščaj na koži,
- rdeče in otekle dlani in stopala v akutni fazi in luščenje kože v subakutni fazi.

Vnetje žil lahko prizadene številne organe (osrednje živčevje, sečila, sklepe, pljuča). Najnevarnejši zapleti prizadenejo srce, in sicer pride v akutni fazi do vnetja srčne mišice, ki ji v subakutni fazi sledi nastanek anevrizem venčnih arterij, ki lahko počijo ali se zamašijo ter v skrajnem primeru vodijo do smrti otroka zaradi srčne kapi.

## Zdravljenje
Otrok s Kawasakijevo boleznijo potrebuje bolnišnično zdravljenje. Pri zdravljenju običajno sodelujejo različni medicinski strokovnjaki (pediatrični kardiolog, pediatrični revmatolog, pediatrični pnevmolog, pediatrični infektolog ...).
Standardna oblika zdravljenja je intravensko dajanje imunoglobulinov v enkratnem odmerku. Hkrati se daje velika količina acetilsalicilne kisline v odmerku 80 do 100 mg/kg/dan. Ko se stanje stabilizira, se nadaljuje z dajanjem nizkega zaščitnega odmerka acetilsalicilne kisline (3 do 5 mg/kg enkrat dnevno). Zdravljenje se nadaljuje do zadnje ultrazvočne preiskave srca 6 do 8 tednov po začetku bolezni, če je izvid srca normalen.
Pri drugih boleznih dajanje acetilsalicilne kisline pri otrocih zaradi tveganja za pojav Reyevega sindroma ni priporočljivo, pri zdravljenju Kawasakijeve bolezni pa je še vedno pomemben del terapije. Ker otroci s Kawasakijevo boleznijo prejemajo acetilsalicilno praviloma več mesecev, se priporoča cepljenje proti noricam in gripi, saj ti dve okužbi najpogosteje povzročita pojav Reyevega sindroma hkrati z jemanjem acetilsalicilne kisline.
Če po odmerku intravenskega imunoglobulina ne pride do izboljšave, se lahko uporabi pulzni odmerek glukokortikoidov, vendar klinična raziskava ni potrdila izboljšanja izida zdravljenja ob uporabi glukokortikoidov.

## Prognoza
Zgodnje zdravljena Kawasakijeva bolezen večinoma kasneje ne povzroča težav. Prognoza je v primeru, da se bolezen odkrije in začne zdraviti v 10 dneh od odkritja bolezni, dobra. Kljub optimalnemu zdravljenju se pri 5 % otrok pojavi vsaj prehodna dilatacija koronarnih arterij in pri 1 % velike anevrizme. Otroci, ki imajo po preboleli Kawasakijevi bolezni velike ali ogromne anevrizme, potrebujejo tudi antikoagulantno zdravljenje in stalno sledenje s strani kardiologa, saj so v nevarnosti za pojav ishemije srčne mišice. Do večine miokardnih infarktov pride v prvih 12 mesecih po preboleli Kawasakijevi bolezni.